# جينيفر كليمنت
جينيفر كليمنت (بالإنجليزية: Jennifer Clement)‏ (1960، غرينيتش في الولايات المتحدة)؛ كاتِبة وروائية أمريكية.